# دووارت
دووارت (به انگلیسی: Dwarahat) یک منطقهٔ مسکونی در هند است که در شهرستان المورا واقع شده‌است. دووارت ۱۱٬۰۰۰ نفر جمعیت دارد و ۱٬۵۱۰ متر بالاتر از سطح دریا واقع شده‌است.